# Stura Vallis
La Stura Vallis è una struttura geologica della superficie di Marte.